# 中村巍

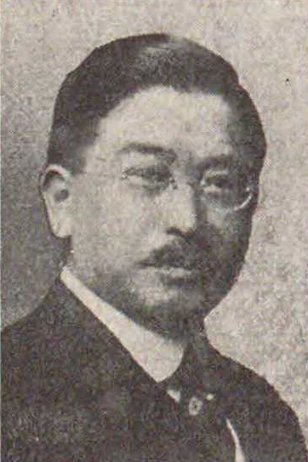
中村巍

中村 巍（なかむら たかし、1873年（明治6年）7月3日 - 1949年（昭和24年）12月17日）は、日本の衆議院議員（立憲政友会）、外交官。

## 経歴
和歌山県有田郡湯浅村（現在の湯浅町）に〆野弥七の三男として生まれ、中村清子の相続人となった。東京高等商業学校（現在の一橋大学）を中退し、外務省留学生となった。1895年（明治28年）、外務省書記生（専門職）となり、1897年（明治30年）に外交官及び領事官試験（いわゆるキャリア採用試験）に合格。ワシントン・福州・オタワ・ロンドン・ニューヨークなどで領事を務めた。外務省通商局長を経て、1918年（大正7年）には駐アルゼンチン公使に就任した。
1923年（大正12年）に退官して、翌年の第15回衆議院議員総選挙に出馬し、当選。さらに第16回衆議院議員総選挙にも再選された。その間、加藤高明内閣で外務政務次官を務めた。

## 栄典
- 1911年（明治44年）8月24日 - 勲四等瑞宝章[7]
- 1918年（大正7年）7月31日 - 従四位[8]